# Vacina viva oral contra a raiva das raposas
Vacina viva oral contra a raiva das raposas é uma vacina de uso veterinário, utilizada no controle da raiva das raposas. É produzida a partir de vírus atenuado de raiva. Sua forma farmacêutica é líquida ou liofilizada. Para a sua fabricação só são aceitas estirpes consideradas imunogênicas e são efetuados diversos testes: a) por via oral a 40 raposas, não produzem raiva em 180 dias; b) por via oral, administrada a 10 raposas, com 10 vezes a dose recomendada, não provoca a raiva em 180 dias; c) da mesma forma de administração que o item b, com cães; d) da mesma forma de administração que o item b com gatos; e) não possui propagação entre roedores, de um animal a outro e f) deve possuir marcadores genéticos para diferenciação entre a estirpe do vírus da vacina e os outros existentes.